# Lesleigha
Lesleigha, rod crvenih algi iz porodice Sebdeniaceae, dio reda, točnije jedina u redu Sebdeniales. Postoje tri priznate vrste, sve su morske; Lord Howe, Japan, Koreja i Oahu)

## Vrste
1. Lesleigha hawaiiensis Kraft & G.W.Saunders - tip
2. Lesleigha howensis Kraft & G.W.Saunders
3. Lesleigha yamadae (Okamura & Segawa) G.W.Saunders & Kraft